# Wiehlea calcarifera
Wiehlea calcarifera là một loài nhện trong họ Linyphiidae.
Loài này thuộc chi Wiehlea. Wiehlea calcarifera được Eugène Simon miêu tả năm 1884.